# Martin Lang (Autor)
Martin Lang, auch Hans Martin Lang (* 27. November 1883 in Leuzendorf, Oberamt Gerabronn; † 20. Mai 1955 in Stuttgart) war ein deutscher Schriftsteller.

## Leben
Als Sohn des Pfarrers Hermann Lang geboren, studierte Martin Lang an der Technischen Hochschule Stuttgart, wo er 1902 Mitglied der Burschenschaft Ulmia wurde. Zum 1. Mai 1933 trat er der NSDAP bei (Mitgliedsnummer 3.227.497). In der Deutschen Verlags-Anstalt war er Mitglied des literarischen Beirats. Er war schriftstellerisch tätig, auch als Übersetzer und Herausgeber, und war insbesondere in den 1930er Jahren im Rundfunk aktiv.

## Veröffentlichungen (Auswahl)

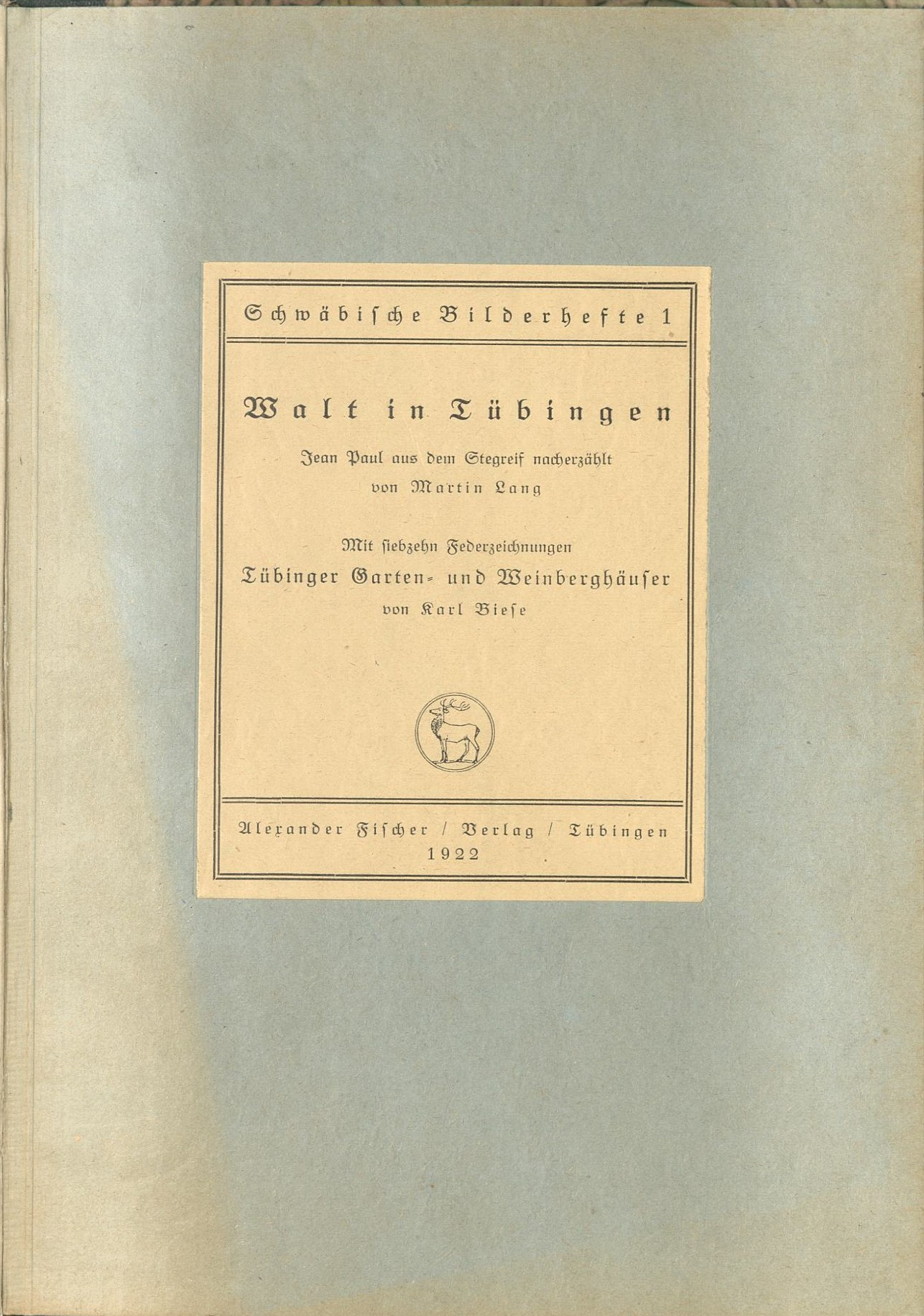
Walt in Tübingen (1922)

- Schbatzaweisheit. Gedichte in der Mundart der Rauhen Alb. Stuttgart 1912.
- Walt in Tübingen. Jean Paul aus dem Stegreif nacherzählt. Tübingen 1922.
- Das Buch der deutschen Dichtung von der Edda bis zur Gegenwart. Stuttgart 1934.
- Übersetzer von: Tania Blixen: Die Straßen um Pisa. Stuttgart 1951.